# Haining
Haining (海寧T, 海宁S, HǎiníngP) è una città-contea della Cina nella città-prefettura di Jiaxing, nella provincia dello Zhejiang. Nel 2007 la popolazione ammontava a circa 800 000 abitanti. Haining è nota per l'industria del cuoio e per la spettacolare marea del fiume Qiantang. Dal giugno 2021, è collegata a Hangzhou dalla nuova linea metropolitana suburbana Hangzhou - Haining.